# کشتی کچ

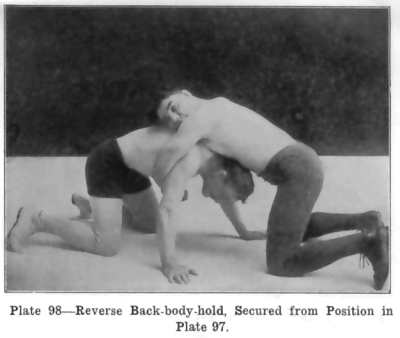
مارتین برنز قهرمان آمریکایی کشتی کج جهان در سال ۱۹۱۳

کشتی کَچ (به انگلیسی: Catch wrestling) نوعی کشتی محلی بریتانیایی است که در اواخر سدهٔ نوزدهم میلادی پس از جنگ داخلی آمریکا بر پایهٔ تعدادی دیگر از سبک‌های کشتی مانند کشتی لانکشایر معروف به کَچ اَز کَچ کَن در انگلیس، کشتی یقه و آرنج ایرلندی، کشتی فرنگی، کشتی پهلوانی هندی، کشتی پهلوانی ایرانی و البته کشتی‌های یونان باستان شکل گرفت. کشتی کچ خود ریشهٔ تعدادی دیگر از سبک‌های کشتی مانند کشتی آزاد است.
کشتی کچ تأثیر زیادی بر کشتی حرفه‌ای گذاشته و از فنون این رشته در رویدادهای کشتی حرفه‌ای بهره فراوانی گرفته می‌شود به طوری که این رویدادها هم در فارسی معمولاً مسابقات کشتی کج نامیده می‌شوند.